# Irak en los Juegos Olímpicos de Los Ángeles 1984
Irak estuvo representado en los Juegos Olímpicos de Los Ángeles 1984 por un total de 23 deportistas masculinos que compitieron en 4 deportes.
El portador de la bandera en la ceremonia de apertura fue el boxeador Ismail Jalil Salman. El equipo olímpico iraquí no obtuvo ninguna medalla en estos Juegos.